# Paul-Marie Lapointe
Paul-Marie Lapointe (* 22. September 1929 in Saint-Félicien; † 16. August 2011 in Montreal) war ein kanadischer Dichter französischer Sprache.

## Leben und Werk
Paul-Marie Lapointe besuchte das Gymnasium in Montreal und studierte an der dortigen Kunstakademie. Er wurde Journalist, zuletzt auf Dauer bei Radio-Canada.
Mit seinem Gedichtband Le vierge incendié trat Paul-Marie Lapointe mit 19 Jahren wie ein zweiter Rimbaud auf den Plan. Jean-Louis Major nannte seine Dichtung die kühnste und radikalste der quebecischen Literatur.

## Werke (Auswahl)
- Le vierge incendié. Mithra-Mythe, 1948.
- Le Réel absolu. Poèmes 1948–1965. L'Hexagone, Montreal 1971.
- Écritures. 2 Bde. L'Obsidienne, Montreal 1980.
- L'espace de vivre. Poèmes 1968–2002. L'Hexagone, Montreal 2004.
- Gilles Lapointe (Hrsg.): Paul-Marie Lapointe et Claude Gauvreau. Inédits. In: Études françaises 48.1, 2012.